# Louise Moillon

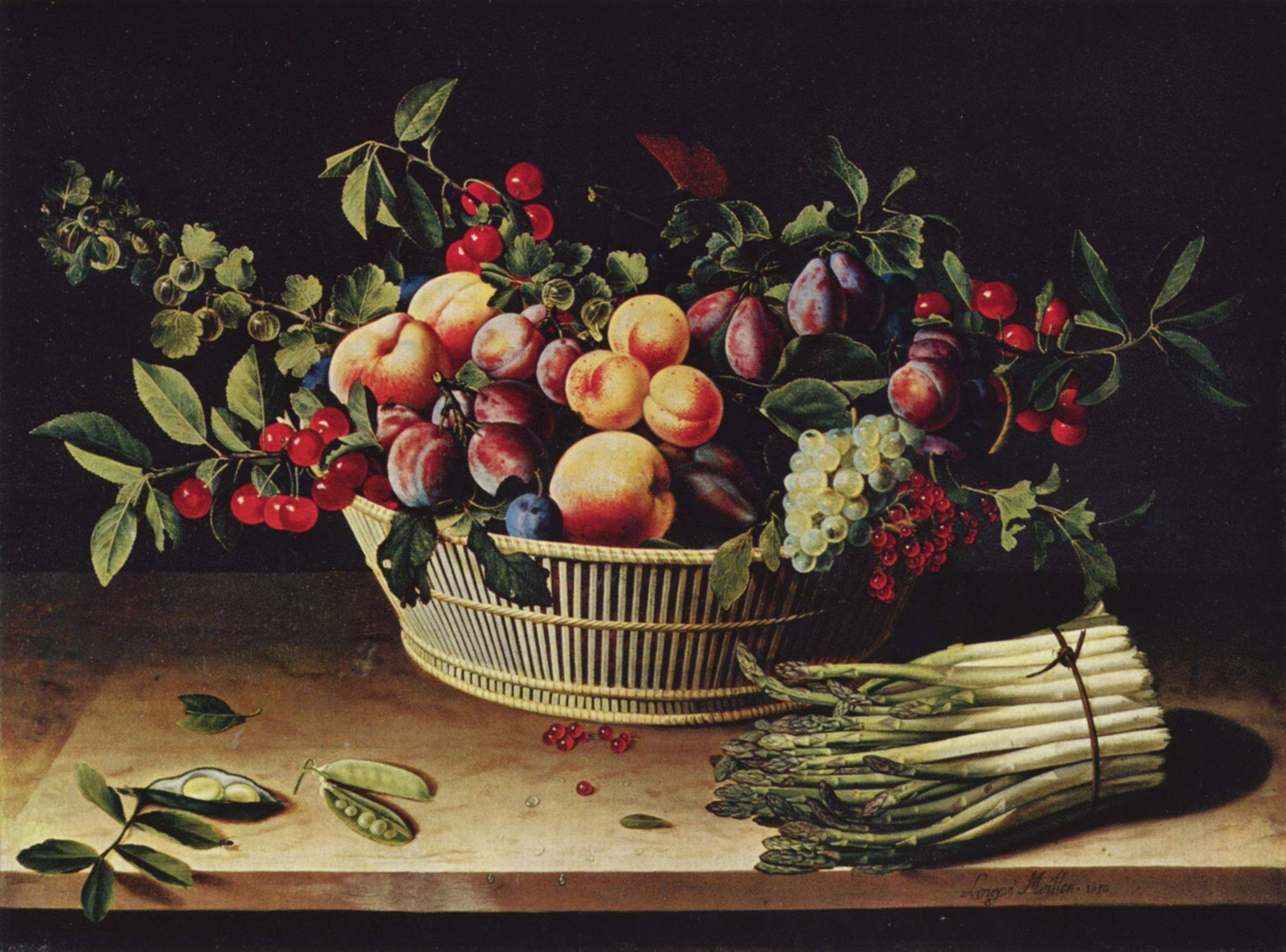
Louise Moillon, Martwa natura ze szparagami (1630)

Louise Moillon (ur. w 1610 w Paryżu, zm. w 1696 tamże) – francuska malarka okresu baroku specjalizująca się w martwej naturze.
Pochodziła z rodziny malarzy. Jej ojciec Nicolas Moillon był pejzażystą. Tworzyła wyłącznie martwe natury, przedstawiające najczęściej kosze z owocami.

## Wybrane dzieła
- Koszyk truskawek i koszyk śliwek (1632) – Portland, Museum of Art,
- Koszyk z brzoskwiniami i winogronem (1631) – Karlsruhe, Kunsthalle,
- Martwa natura z owocami (ok. 1637) – Madryt, Muzeum Thyssen-Bornemisza,
- Martwa natura z wiśniami, truskawkami i agrestem (1630) – Pasadena, Norton Simon Museum,
- Martwa natura ze szparagami (1630) – Chicago, Art Institute,
- Sprzedawczyni owoców i marzyw – Paryż, Luwr.